# Mississippi Mills
Mississippi Mills är en kommun (town) i Kanada.   Den ligger i provinsen Ontario, i den sydöstra delen av landet, 40 km sydväst om huvudstaden Ottawa. Mississippi Mills ligger 139 meter över havet och antalet invånare är 12 385.